# Moby Prince
Il Moby Prince è stato un traghetto passeggeri appartenuto alla Nav.Ar.Ma dal 1986 al 1991.

## Caratteristiche tecniche

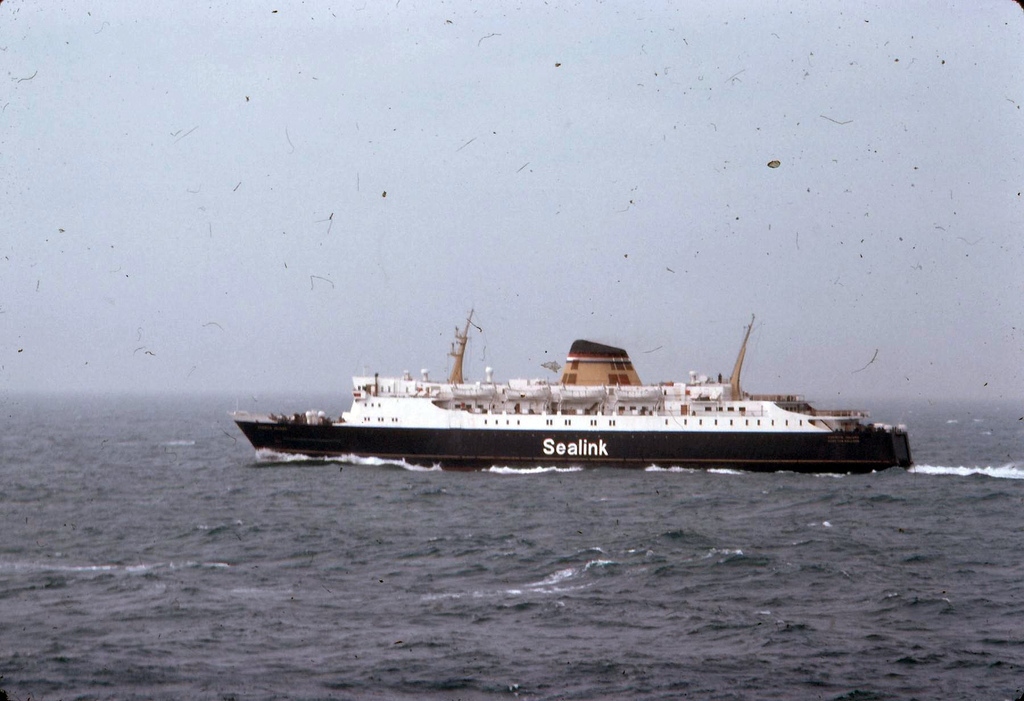
Koningin Juliana in servizio per Stoomvaart Maatschappij Zeeland nel 1968.

Costruito nel 1967 nei cantieri navali Cammel Laird & Co Ltd a Birkenhead in Gran Bretagna per la compagnia olandese Stoomvaart Maatschappij Zeeland e varato con il nome di Koningin Juliana ("regina Giuliana"), fu acquistato dalla Nav.Ar.Ma nel 1986 (1984 o 1985 secondo altre fonti), rinominato e posto in servizio l'8 maggio del medesimo anno; il traghetto stazzava 6187 tonnellate lorde ed era una motonave, in quanto la propulsione era fornita da 4 motori Diesel MAN Augsburg a 9 cilindri, che gli consentivano una velocità massima di 19 nodi. Lungo 131,5 metri e largo 20, aveva una capacità di carico di 1500 passeggeri e 360 veicoli.

## L'incidente del 1991
La sera del 10 aprile 1991, il Moby Prince entrò in collisione con la petroliera Agip Abruzzo mentre usciva dal porto di Livorno per una traversata di linea verso Olbia, scatenando un vasto incendio. Nel rogo morirono 140 delle 141 persone a bordo, tra equipaggio e passeggeri. L'unico superstite fu il giovane mozzo napoletano Alessio Bertrand.
Il 28 maggio 1998, la nave, posta sotto sequestro, affondò nelle acque del porto di Livorno mentre era ormeggiata alla banchina; in seguito fu recuperata per poi essere avviata alla demolizione in Turchia.
Il disastro del Moby Prince, le cui cause non sono mai state del tutto chiarite, risulta, in termini di perdita di vite umane, la più grave tragedia che abbia colpito la Marina mercantile italiana dal secondo dopoguerra.